# Kenzo
Kenzo är ett franskt designermärke. Det grundades i Paris 1970 av den japanske designern Kenzo Takada. Varumärket är känt för sina rika mönsterbilder, färgrika kollektioner och för sin ikoniska Tiger. År 1983 släpptes den första herrkollektionen och sedan 2011 designas kollektionen av Opening Cermony grundarna Carol Lim och Humberto Leon. I september 2021 utsågs den japanska designern Nigo till designchef för varumärket.